# ديشمبية قطبية جنوبية
ديشمبية قطبية جنوبية (الاسم العلمي: Deschampsia antarctica) هي نوع من النباتات تتبع جنس الديشمبية من الفصيلة النجيلية.
تأتى عشبة ديمشبية القارة الجنوبية كواحدة من تلك النوعين الوحيدتين اللتان تنموان في القارة القطبية الجنوبية، فالنوع الثانى هي عشبة الكولبنطس الكيتوني (و هو نوع من النبات على شكل زهور كروية الشكل، صغيرة الحجم، وتشبه الؤلؤ وتسمى أيضا عشبة اللؤلؤ الكيتونية). و هي توجد بشكا رئيسى على جزر أوركنى الجنوبية، وجزر شتلاند الجنوبية وعلى طول شبه الجزيرة القطبية الجنوبية الغربية. و قد أرتفع مؤخراً عملية نمو تلك النباتات بسبب أرتفاع درجات الحرارة، وبالتالى زاد أمتداد الشجيرات و النباتات جنوباً لتقوم بتغطية مناطق واسعة. كما أشارت التقارير إلى زيادة أعداد تلك النباتات إلى خمسة أضعاف أعدادها المتعارف عليها. و تمتد هذه الفصيلة من النباتات إلى الجنوب، بالتحديد 56 درجة جنوباً.